# Heerland
Heerland (Noors: Heer Land) is een landstreek op het eiland Spitsbergen, dat deel uitmaakt van de Noorse eilandengroep Spitsbergen.
De streek wordt aan de oostzijde begrensd door het grote fjord Storfjorden, in het noorden vanaf de baai Agardhbukta door de dalen Agardhdalen en Kjellströmdalen, in het westen door de fjorden Braganzavågen en Rindersbukta en in het zuidwesten door de gletsjers Paulabreen en Strongbreen, eindigend in de baai Kvalvågen. Ten noorden ligt het Sabineland, ten noordwesten het Nordenskiöldland en ten zuidwesten het Nathorstland.
De streek is vernoemd naar paleobotanicus Oswald Heer.